# Noah Noble
Noah Noble, född 15 januari 1794 i Berryville, Virginia, död 8 februari 1844 i Indianapolis, Indiana, var en amerikansk politiker. Han var Indianas guvernör 1831–1837. Han var först nationalrepublikan och sedan whig.
Noble var verksam som affärsman i Indiana. År 1824 var han ledamot av Indianas representanthus. Noble efterträdde 1831 James B. Ray som guvernör och efterträddes 1837 av David Wallace. Efter sin tid som guvernör kandiderade Noble för att efterträda William Hendricks i USA:s senat. Whigpartiet nominerade Oliver H. Smith i stället som vann valet.
Noble avled 1844 och gravsattes på Greenlawn Cemetery i Indianapolis. Gravplatsen flyttades senare till Crown Hill Cemetery.